# Астеризъм (астрономия)
Астеризмът е понятие от астрономията, обозначаващо разпознаваема при наблюдение с просто око фигура от звезди, която не е съзвездие. Астеризмите не са съзвездия, но звездите, които ги съставляват обикновено са част от съзвездия. Всекидневната употреба на термина съзвездие се отнася именно до астеризмите, а не до научния термин, според който съзвездие е конкретен участък от небесната сфера, определен от Международния астрономически съюз. Най-популярният астеризъм е „Колата“, седемте звезди от Голямата мечка, които образуват най-запомнящата се форма от съзвездието. Самото съзвездие обаче обхваща дял от небесната сфера, в който влизат и голям брой други звезди и обекти на Месие.

## Известни астеризми
- „Колата“ (в смисъл на каруца), седем звезди от съзвездието Голяма мечка.
- „Поясът на Орион“, съставен от трите най-ярки звезди от съзвездието Орион.
- M73, част от Водолей.